# Сіамон
Сіамон (11 століття до н. е.  — 959 до н. е. ) — давньоєгипетський фараон з XXI династії.

## Життєпис
Йому вдалось захопити фортецю філістимлян Газу й налагодити стосунки з Ізраїльською державою царя Соломона (Тель-Гезер був відданий Юдеї як посаг дочки Сіамона, яка стала дружиною Соломона). Однак Єгипет залишався надзвичайно слабким у порівнянні з добою Нового царства.
Щоправда, багато істориків вважають малоймовірним, що захоплення, а потім поступку Гезером зміг здійснити один з найслабших фараонів XXI династії, тому надають перевагу версії, що захоплення Гезера і подальша передача його ізраїльському царю Соломону як посаг дочки фараона було здійснено фараоном Шешонком I.